# Commissie-Von der Leyen I

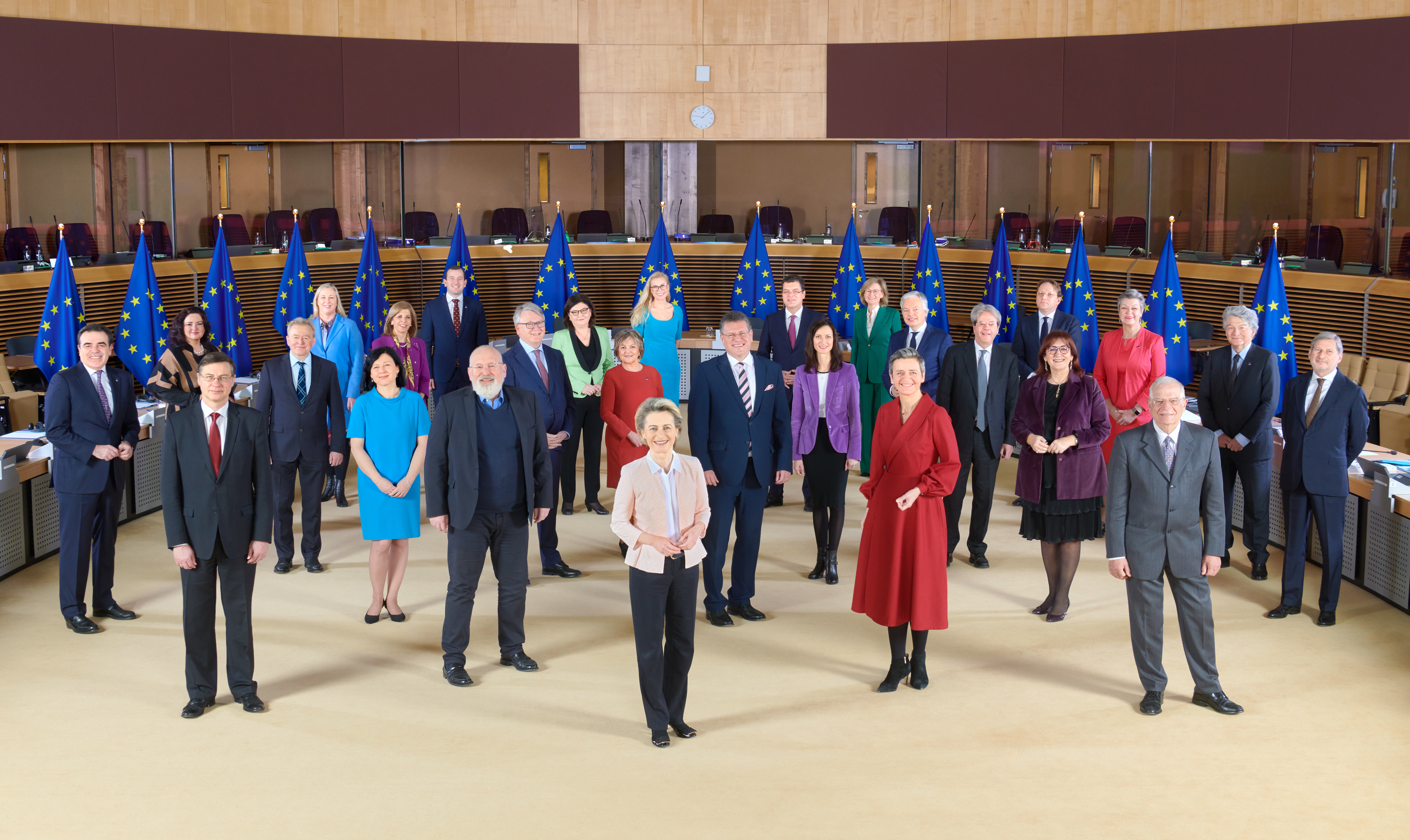
De commissie-Von der Leyen I in 2021

De commissie-Von der Leyen I was de Europese Commissie van 1 december 2019 tot 1 december 2024. Voorzitter was de Duitse Ursula von der Leyen van de Europese Volkspartij (EVP). Hiermee werd zij de eerste vrouwelijke voorzitter van de Europese Commissie.
De commissie volgde de commissie-Juncker op en werd opgevolgd door de commissie-Von der Leyen II.

## Vorming

### Voorzitterskeuze
Na de Europese Parlementsverkiezingen van mei 2019 bleef de Europese Volkspartij de grootste fractie binnen het Europees Parlement. Hun 'spitzenkandidaat' Manfred Weber (Duitsland) genoot echter niet voldoende steun binnen de Europese Raad, de instelling die een kandidaat-commissievoorzitter dient voor te dragen aan het Europees Parlement.
De spitzenkandidaat van de Partij van Europese Socialisten (PES) Frans Timmermans (Nederland) wist ook rond zijn figuur de nodige aanhang te winnen. De EVP weigerde als grootste fractie echter om iemand van de PES, de op een na grootste fractie, tot commissievoorzitter te benoemen.
Uiteindelijk werd de Duitse minister van Defensie Ursula von der Leyen als opvolger van Jean-Claude Juncker benoemd.

### Commissarissen
Op 10 september 2019 publiceerde Von der Leyen haar lijst met kandidaat-commissarissen. Onder hen bevonden zich 14 mannen en 12 vrouwen. De voorgestelde commissie zou acht vicevoorzitters kennen, van wie drie uitvoerend. De titels van hun portefeuilles werden opvallend genoemd. Zo zou de Letse Valdis Dombrovskis belast worden met 'Een economie die werkt voor mensen', en de Deense Margrethe Vestager met 'Een Europa dat klaar is voor het digitale tijdperk'. De keuze om de Griekse kandidaat-vicevoorzitter Margaritis Schinas een portefeuille met de naam 'Onze Europese levenswijze beschermen' toe te bedelen, kwam Von der Leyen op bijzondere kritiek te staan, waaronder van vertrekkend commissievoorzitter Jean-Claude Juncker. Schinas zou onder meer belast worden met migratie, integratie en veiligheid. Critici noemden de implicatie die hiervan uitging diep beledigend en onaanvaardbaar. Von der Leyen zegde uiteindelijk toe de titel de zullen veranderen in 'Bevordering van de Europese levenswijze'.
Op 30 september 2019 blokkeerde de commissie Juridische Zaken van het Europees Parlement de kandidatuur van de Roemeense Rovana Plumb, kandidaat-commissaris voor de portefeuille Transport, en van de Hongaarse László Trócsányi, kandidaat-commissaris voor Nabuurschapsbeleid, wegens zorgen over belangenverstrengeling. Op 10 oktober 2019 werd ook de Franse Sylvie Goulard weggestemd. Goulard was in 2017 afgetreden als minister van Defensie, wegens betrokkenheid bij een onderzoek door de Franse justitie en het Europees bureau voor fraudebestrijding naar misbruik van Europees geld om parlementair medewerkers in te huren voor binnenlands politiek werk. Ook uitten parlementariërs zorgen over haar werkzaamheden voor een Amerikaanse denktank tijdens haar lidmaatschap van het Europees Parlement, en over de grootte van haar portefeuille, die industriebeleid, defensie en technologie zou omvatten. Op 27 november 2019 werd de Commissie-Von der Leyen goedgekeurd door het Europees Parlement.

## Samenstelling
| Portefeuille | Commissaris | Commissaris            | Commissaris            | Lidstaat    | Partij                                 | Opmerking(en)                                                               |
| --- | ----------- | ---------------------- | ---------------------- | ----------- | -------------------------------------- | --------------------------------------------------------------------------- |
| Voorzitter van de Europese Commissie                                                                                           |             | Ursula von der Leyen   | Ursula von der Leyen   | Duitsland   | EVP Nationaal: CDU                     |                                                                             |
| Uitvoerend Vicevoorzitter Europese Green Deal, Klimaat                                                                         |             | Frans Timmermans       | Frans Timmermans       | Nederland   | PES Nationaal: PvdA                    | tot 22 augustus 2023                                                        |
| Uitvoerend Vicevoorzitter Digitale Economie en Samenleving Een Europa dat klaar is voor het digitale tijdperk                  |             | Margrethe Vestager     | Margrethe Vestager     | Denemarken  | ALDE Nationaal: RV                     |                                                                             |
| Uitvoerend Vicevoorzitter Een economie die werkt voor de mensen                                                                |             | Valdis Dombrovskis     | Valdis Dombrovskis     | Letland     | EVP Nationaal: V                       |                                                                             |
| Vicevoorzitter Hoge vertegenwoordiger van de Unie voor Buitenlandse Zaken en Veiligheidsbeleid Een sterker Europa in de wereld |             | Josep Borrell          | Josep Borrell          | Spanje      | S&D Nationaal: PSOE                    |                                                                             |
| Vicevoorzitter Interinstitutionele Betrekkingen en Prognoses                                                                   |             | Maroš Šefčovič         | Maroš Šefčovič         | Slowakije   | PES Nationaal: Smer-SD                 | Green Deal overgenomen na vertrek Timmermans                                |
| Vicevoorzitter Waarden en transparantie                                                                                        |             | Věra Jourová           | Věra Jourová           | Tsjechië    | ALDE Nationaal: ANO 2011               |                                                                             |
| Vicevoorzitter Democratie en demografie                                                                                        |             | Dubravka Šuica         | Dubravka Šuica         | Kroatië     | EVP Nationaal: HDZ                     |                                                                             |
| Vicevoorzitter Bevordering van onze Europese levenswijze                                                                       |             | Margaritis Schinas     | Margaritis Schinas     | Griekenland | EVP Nationaal: ND                      |                                                                             |
| Begroting en Administratie |             | Johannes Hahn          | Johannes Hahn          | Oostenrijk  | EVP Nationaal: ÖVP                     |                                                                             |
| Handel |             | Phil Hogan             | Phil Hogan             | Ierland     | EVP Nationaal: Fine Gael               | tot 26 augustus 2020                                                        |
| Handel |             | Valdis Dombrovskis     | Valdis Dombrovskis     | Letland     | EVP Nationaal: V                       | vanaf 10 september 2020, tevens vicevoorzitter                              |
| Innovatie, Onderzoek, Cultuur, Onderwijs en Jeugd                                                                              |             | Marija Gabriel         | Marija Gabriel         | Bulgarije   | EVP Nationaal: GERB                    | tot 15 mei 2023                                                             |
| Innovatie, Onderzoek, Cultuur, Onderwijs en Jeugd                                                                              |             | Iliana Ivanova         | Iliana Ivanova         | Bulgarije   | EVP Nationaal: GERB                    | vanaf 19 september 2023                                                     |
| Werkgelegenheid en Sociale Rechten                                                                                             |             | Nicolas Schmit         | Nicolas Schmit         | Luxemburg   | PES Nationaal: LSAP                    |                                                                             |
| Economie |             | Paolo Gentiloni        | Paolo Gentiloni        | Italië      | S&D Nationaal: PD                      |                                                                             |
| Landbouw |             | Janusz Wojciechowski   | Janusz Wojciechowski   | Polen       | ECH Nationaal: PiS                     |                                                                             |
| Interne markt |             | Thierry Breton         | Thierry Breton         | Frankrijk   |                                        | Oorspronkelijke kandidaat Sylvie Goulard (weggestemd) tot 16 september 2024 |
| Cohesie en hervormingen |             | Elisa Ferreira         | Elisa Ferreira         | Portugal    | PES Nationaal: PS                      |                                                                             |
| Gezondheid en Voedselveiligheid                                                                                                |             | Stella Kyriakidou      | Stella Kyriakidou      | Cyprus      | EVP Nationaal: Dimokratikos Synagermos |                                                                             |
| Justitie |             | Didier Reynders        | Didier Reynders        | België      | ALDE Nationaal: Mouvement Réformateur  |                                                                             |
| Gelijkheid |             | Helena Dalli           | Helena Dalli           | Malta       | Nationaal: MLP                         |                                                                             |
| Binnenlandse Zaken |             | Ylva Johansson         | Ylva Johansson         | Zweden      | PES Nationaal: S                       |                                                                             |
| Crisisbeheer |             | Janez Lenarčič         | Janez Lenarčič         | Slovenië    |                                        |                                                                             |
| Vervoer |             | Adina-Ioana Vălean     | Adina-Ioana Vălean     | Roemenië    | EVP Nationaal: PNL                     | Oorspronkelijke kandidaat Rovana Plumb (geblokkeerd)                        |
| Nabuurschap en Uitbreiding |             | Olivér Várhelyi        | Olivér Várhelyi        | Hongarije   | EVP                                    | Oorspronkelijke kandidaat László Trócsányi (geblokkeerd)                    |
| Internationale partnerschappen                                                                                                 |             | Jutta Urpilainen       | Jutta Urpilainen       | Finland     | PES Nationaal: SDP                     |                                                                             |
| Energie |             | Kadri Simson           | Kadri Simson           | Estland     | ALDE Nationaal: Keskerakond            |                                                                             |
| Milieu, Oceanen en Visserij |             | Virginijus Sinkevičius | Virginijus Sinkevičius | Litouwen    | Groenen/EVA Nationaal: LVŽS            |                                                                             |
| Financiële Diensten, Financiële Stabiliteit en Kapitaalmarktenunie                                                             |             | Mairead McGuinness     | Mairead McGuinness     | Ierland     | EVP Nationaal: FG                      | vanaf 12 oktober 2020                                                       |
| Klimaat |             |                        | Wopke Hoekstra         | Nederland   | EVP Nationaal: CDA                     | vanaf 5 oktober 2023                                                        |

Vanwege het geplande vertrek van het Verenigd Koninkrijk uit de Europese Unie op 31 oktober 2019 kondigde de Britse premier Boris Johnson op 25 juli 2019 aan dat hij geen kandidaat-commissaris zou voordragen voor de nieuwe commissie. Toen deze deadline in oktober werd verlengd tot 31 januari 2020 stelde de Europese Raad als voorwaarde dat de Britse regering toch iemand naar voren zou schuiven. Johnson weigerde dit met een beroep op nationaal beleid tegen het doen van voordrachten voor internationale posities in verkiezingstijd, waarop de Europese Commissie een inbreukprocedure tegen het Verenigd Koninkrijk begon wegens schending van zijn verdragsverplichtingen.